# Ermengol II d'Urgell
Ermengol II d'Urgell, anomenat Ermengol II el Pelegrí (1009 - Jerusalem, 1038), va ser comte d'Urgell entre els anys 1010 i 1038. El seu mandat va estar condicionat per la seva minoria d'edat fins a l'any 1017, sota la tutela del seu oncle Ramon Borrell de Barcelona, el qual va aconseguir eixamplar notablement les fronteres del comtat urgellenc. No obstant això, també durant el mandat directe del comte, les terres del comtat es van anar ampliant, amb la participació d'Arnau Mir de Tost, incloent la vall d'Àger, fins al moment del seu pelegrinatge a Terra Santa, on va morir.

## Família
Era fill d'Ermengol I i de Tedberga, la filiació de la qual se'n té dubtes.
|  |                         |  |  |  |  |  |  |  |  |  |  |  |  |  |  |  |
|  | Guifré el Pilós         |  |  |  |  |  |  |  |  |  |  |  |  |  |  |  |
|  |                         |  |  |  |  |  |  |  |  |  |  |  |  |  |  |  |
|  |                         |  |  |  |  |  |  |  |  |  |  |  |  |  |  |  |
|  | Sunyer I de Barcelona   |  |  |  |  |  |  |  |  |  |  |  |  |  |  |  |
|  |                         |  |  |  |  |  |  |  |  |  |  |  |  |  |  |  |
|  |                         |  |  |  |  |  |  |  |  |  |  |  |  |  |  |  |
|  | Guinidilda d'Empúries   |  |  |  |  |  |  |  |  |  |  |  |  |  |  |  |
|  |                         |  |  |  |  |  |  |  |  |  |  |  |  |  |  |  |
|  |                         |  |  |  |  |  |  |  |  |  |  |  |  |  |  |  |
|  | Borrell II de Barcelona |  |  |  |  |  |  |  |  |  |  |  |  |  |  |  |
|  |                         |  |  |  |  |  |  |  |  |  |  |  |  |  |  |  |
|  |                         |  |  |  |  |  |  |  |  |  |  |  |  |  |  |  |
|  | Ermengol de Roergue     |  |  |  |  |  |  |  |  |  |  |  |  |  |  |  |
|  |                         |  |  |  |  |  |  |  |  |  |  |  |  |  |  |  |
|  |                         |  |  |  |  |  |  |  |  |  |  |  |  |  |  |  |
|  | Riquilda de Tolosa      |  |  |  |  |  |  |  |  |  |  |  |  |  |  |  |
|  |                         |  |  |  |  |  |  |  |  |  |  |  |  |  |  |  |
|  |                         |  |  |  |  |  |  |  |  |  |  |  |  |  |  |  |
|  | Adelaida                |  |  |  |  |  |  |  |  |  |  |  |  |  |  |  |
|  |                         |  |  |  |  |  |  |  |  |  |  |  |  |  |  |  |
|  |                         |  |  |  |  |  |  |  |  |  |  |  |  |  |  |  |
|  | Ermengol I d'Urgell     |  |  |  |  |  |  |  |  |  |  |  |  |  |  |  |
|  |                         |  |  |  |  |  |  |  |  |  |  |  |  |  |  |  |
|  |                         |  |  |  |  |  |  |  |  |  |  |  |  |  |  |  |
|  | Ramon II de Tolosa      |  |  |  |  |  |  |  |  |  |  |  |  |  |  |  |
|  |                         |  |  |  |  |  |  |  |  |  |  |  |  |  |  |  |
|  |                         |  |  |  |  |  |  |  |  |  |  |  |  |  |  |  |
|  | Ramon III de Tolosa     |  |  |  |  |  |  |  |  |  |  |  |  |  |  |  |
|  |                         |  |  |  |  |  |  |  |  |  |  |  |  |  |  |  |
|  |                         |  |  |  |  |  |  |  |  |  |  |  |  |  |  |  |
|  | Guinidilda de Barcelona |  |  |  |  |  |  |  |  |  |  |  |  |  |  |  |
|  |                         |  |  |  |  |  |  |  |  |  |  |  |  |  |  |  |
|  |                         |  |  |  |  |  |  |  |  |  |  |  |  |  |  |  |
|  | Letgarda de Tolosa      |  |  |  |  |  |  |  |  |  |  |  |  |  |  |  |
|  |                         |  |  |  |  |  |  |  |  |  |  |  |  |  |  |  |
|  |                         |  |  |  |  |  |  |  |  |  |  |  |  |  |  |  |
|  | Garsinda de Roergue     |  |  |  |  |  |  |  |  |  |  |  |  |  |  |  |
|  |                         |  |  |  |  |  |  |  |  |  |  |  |  |  |  |  |
|  |                         |  |  |  |  |  |  |  |  |  |  |  |  |  |  |  |
|  | Ermengol II d'Urgell    |  |  |  |  |  |  |  |  |  |  |  |  |  |  |  |
|  |                         |  |  |  |  |  |  |  |  |  |  |  |  |  |  |  |
|  |                         |  |  |  |  |  |  |  |  |  |  |  |  |  |  |  |

Es va casar en primeres núpcies amb una donzella anomenada Arsenda de Besiers, possible filla del vescomte Guillem I de Besiers, però no van tenir fills.
Va enviudar d'ella, i es va casar en segones núpcies, vers el 1030, amb Constança de Besalú, de la qual es diu que era filla de Bernat I de Besalú, si bé hom també dubta d'un possible origen castellà. Aquest matrimoni respondria a un intent de tenir terres aliades entre el comtat urgellenc i les possessions del comte de Barcelona. D'aquesta unió en va néixer un fill: 
- Ermengol III d'Urgell (1032-1066), comte d'Urgell.

## Vida política
A causa de la mort del seu pare en batalla durant l'expedició a la capital califal, Còrdova, Ermengol va succeir-lo en el comtat el 1010, amb només un any d'edat. A causa de la seva curta edat, va quedar sota la tutela del seu oncle, el comte de Barcelona Ramon Borrell, fins a l'any 1017. Durant la minoria, l'ajut del tutor va ser indispensable per combatre els musulmans i eixamplar les fronteres: va conquerir el Mig Segre, amb la incorporació de les poblacions i castells d'Alòs, Malagastre, Rubió, Artesa, Foradada, Vernet i Montsonís, i especialment el castell de Montmagastre, a l'extrem del comtat, que s'havia perdut als musulmans, aprofitant la mort d'Ermengol I. Alhora, el 1015, el bisbe Ermengol va conquerir i repoblar la zona de Guissona.
Al cap de poc, Montmagastre va tornar a ser conquerit pels musulmans, i seria el cosí d'Ermengol II, Berenguer Ramon I, qui va ajudar a recuperar el lloc amb la col·laboració del noble Arnau Mir de Tost, cabdill molt destacat del regnat d'Ermengol II. De fet, Arnau va col·laborar enormement a expandir el comtat d'Urgell. En són exemples l'ocupació del castell i la vall d'Àger, el 1034, i terres de la Ribagorça, aprofitant l'avinentesa d'un conflicte entre els comtes de Pallars Jussà i Pallars Sobirà, tallant-los la possibilitat d'expandir-se al sud. Va conquerir altres terres i va sol·licitar al comte cartes de franquícia per poder dur a terme la repoblació, per exemple Santalinya el 1036.
Va exigir i rebre paries de les taifes de Lleida i Saragossa, part de les quals va cedir a l'església urgellenca.

## Mort
Com molts altres nobles coetanis seus, va viatjar fins a Terra Santa, indret on va trobar la mort el 1038. Segons es conta, va ser enterrat a Jerusalem, però no es té constància de la seva sepultura. A l'Urgell, seguint el costum de l'època, la vídua, Constança de Besalú, va exercir de marmessora del testament del seu marit. Així mateix, com el fill d'ambdós, Ermengol, aleshores encara era menor d'edat, la comtessa es va encarregar de la regència.